# スナックあけみ
『スナックあけみ』は、山内大輔監督の日本映画。『スナックあけみ　濡れた後には福来たる』のタイトルで2018年12月14日に成人映画館で公開。R15+版作品として再編集し、2019年8月27日より『スナックあけみ』のタイトルで一般劇場で公開された。2021年TV放送の深夜枠では『スナックあけみ巨乳濡れ慕情』のタイトルで放送されている。第31回ピンク大賞優秀作品賞受賞作品。

## 概要
いつも常連客で賑わう「スナックあけみ」。かつて、どん底にいた少女スミレはこの店を訪ね、様々な状況に身を置く常連客と知り合うハートフル人情スナック物語。
第31回ピンク大賞では優秀作品賞を受賞のほか、監督の山内大輔が監督賞、脚本賞を受賞。主演の霧島さくらが新人女優賞。佐倉絆が助演女優賞を受賞。特殊造形として参加の土肥良成が技術賞を受賞した。

## 登場人物
スミレ
演 ‐ 霧島さくら
スナックあけみの店員。顔面鼻血まみれでいたところをゴロウに介抱され、スナックを訪れたのを機に勤務を開始。もともとは売春まがいで金銭を男性から巻き上げるブラックなことを行い、男性に報復されるなど社会の底辺にいた。得意料理は焼きそば。
衣装は演じる霧島の私服を流用する話もあったが、地味すぎるということで衣装担当が用意したものを着用している。主人公ではあるが前半は出番が多いものの後半は出番が少なくなり深雪や容子などのほうが出番が多くなる。
深雪
演 ‐ 佐倉絆
看護師。医師の鈴木と結婚を考える。
明美
演 ‐ 黒木歩
スナックあけみを切り盛りしていたママ。得意料理は焼きそば、ブリ大根。吉井ゴロウの妻。
容子
演 ‐ 里見瑤子
深雪を捨てた母。
吉井ゴロウ
演 ‐ 川瀬陽太
スナックあけみを切り盛りしていた男性。服役したため店を離れ、6年の刑期を終えた帰りに血まみれのスミレと出会う。
三沢
演 ‐ 森羅万象
スナックの常連客。
矢木澤
演 ‐ [[野村貴浩]]
スナックの常連客。
鈴木タカシ
演 ‐ 安藤ヒロキオ
明美の主治医。深雪とは婚約関係。
健治
演 ‐ 世志男
スナックの常連客。
坂上頼子
演 ‐ 満利江

赤いワンピースの女
演 ‐ しじみ

金田
演 ‐ ケイチャン

岡村
演 ‐ フランキー岡村

## スタッフ
- 監督・脚本・編集：山内大輔
- 撮影監督：田宮健彦
- 助監督：小関裕次郎
- スチール：本田あきら
- 音楽：project T&K
- 効果・整音：AKASAKA音効
- 録音：大塚学
- ラインプロデューサー：江尻大
- 特殊メイク・造形：土肥良成
- 特殊メイク助手：リ・カエ
- 監督助手：佐藤洸希
- 撮影助手：荒金聖哉
- 製作：VOID FILMS
- 提供：オーピー映画